# 麻生香太郎
麻生 香太郎（あそう こうたろう、1952年10月7日 - 2018年3月6日）は、日本の作詞家・音楽評論家・エンターテインメント評論家。大阪府大阪市曾根崎生まれ、兵庫県出身。

## 略歴
甲陽学院中学校・高等学校、東京大学文学部卒業。作詞家を経て、1980年代半ばよりエンタテインメント・ジャーナリストに転身する。『日経エンタテインメント!』スーパーバイザーを務めていた。
『TVステーション』で連載を務め、麻生もSEYMOURのペンネームでTM NETWORKや中森明菜に作詞提供をした。
2018年3月6日、篩骨洞癌のため死去した。65歳。

## 評論活動

### エンタメ原理主義
2014年から日経MJ紙上で隔週金曜日、評論コラムを執筆していた。

### TVの壺
麻生は2007年から2008年にかけて、『日本経済新聞』（夕刊）・テレビ欄（土曜日）において「エンターテインメント評論家」の肩書きで連載コラム「TVの壺」を執筆していた。
週刊朝日  麻生香太郎の芸能みなと町   1992〜1995

## 主な作詞作品
麻生が作詞した作品は以下の通り。
- あいざき進也
  - 「セクシー・レディー」「何かいいことないかな子猫ちゃん」（1977年）

- 秋庭豊とアローナイツ
  - 「海峡」（1977年）

- アグネス・チャン
  - 「わたしのペンフレンド」（1974年）

- 川﨑麻世
  - 「さすらいの英雄」「鏡の国の美少年」（1980年）

- キャッツ★アイ
  - 「アバンチュール」「鏡よ鏡」「夢みるナイチンゲール」（1977年）
  - 「導火線」「大地震」「ジャンヌ・ダルク」「アンコール・アンコール」（1978年）

- 小林幸子
  - 「春待ちれんげ草」「燃えつきるまで」（1978年）
  - 「六時、七時、八時あなたは…」（1979年）
  - 「ふたりはひとり」（1980年）
  - 「うしろかげ」「夢よさめないで」「迷い鳥」（1981年）

- 小柳ルミ子
  - 「つむぎ恋唄」（1974年）
  - 「ひと雨くれば」「花車」（1975年）
  - 「桜前線」（1976年）
  - 「東京の空の下で」（1977年）

- TM NETWORK
  - 「カリビアーナ・ハイ」「クリストファー」「パノラマジック」（1984年）
  - 「永遠のパスポート」（1985年）

- 榊原郁恵
  - 「微笑日記」「ふたしかフィーリング」（1979年）

- スターボー
  - 「たんぽぽ畑でつかまえて」（1983年）

- 新沼謙治
  - 「黒潮列車」（1978年）
  - 「俺の空」（1980年）
  - 「北道路」（1986年）
  - 「渋谷ものがたり」（1990年）

- 西島三重子
  - 「1460日」（1977年）

- 林寛子
  - 「アリスのように」（1977年）

- 野口五郎
  - 「針葉樹」「火の鳥」（1976年）
  - 「コーラス・ライン」（1980年）

- 美空ひばり
  - 「昭和ひとり旅」（1981年）

- 吉田真梨
  - 「水色の星」「まっ赤な耳たぶ」「元気ですか今はそれだけ」（1976年）
  - 「ひまわりの彩」「しだれやなぎ」（1978年）

- その他
  - 「Earth of Love 〜未来の子供たちへのメッセージ〜」(1991年11月3日に福島市公会堂で行われた「第一回古関裕而記念音楽祭」参加曲、作曲：宮川泰　歌唱：西城秀樹)

## 著作
- 『ガキ主役産業の手帖 芸能界の「発想」から「経済ヒント」まで』（情報センター出版局、1986年）
- 『世紀末男女コレクション』（マンガ：赤星たみこ、二見書房、1993年）
- 『ヒットのツボ ミリオンセラーはいかにして生まれたか』（日経BP出版センター、1994年）
- 『ブレイク進化論』（情報センター出版局、1997年）
- 『ジャパニーズ・エンタテインメント・リポート』（ダイヤモンド社、2006年）
- 『誰がJ-POPを救えるかマスコミが語れない業界盛衰記』（朝日新聞出版、2013年）

## コーディネート
- 松本人志「遺書」「松本」(朝日新聞社)  「シネマ坊主」(日経BP社)  「プレイ坊主」(集英社)